# Komaki
Komaki (小牧市; -shi) é uma cidade japonesa localizada na província de Aichi. É geralmente associada ao antigo Aeroporto de Nagoya, que está parcialmente situado nesta cidade, estando a parte restante em Kasugai.
Em 2003 a cidade tinha uma população estimada em 145 953 habitantes e uma densidade populacional de 2 323,35 h/km². Tem uma área total de 62,82 km².
Em 2006, ano 18 para o Japão, a cidade oferece boa acolhida para estrangeiros brasileiros, tendo tradutores em repartições do governo, clinicas, e circulares informativos em português e outros idiomas.
A economia da cidade de Komaki se divide entre indústria (eletrônica, cerâmica, peças automotivas) e transporte rodoviário, isso devido a posição estratégica ao acesso a algumas das principais rodovias que ligam as principais regiões econômicas do país.
Estima-se que na cidade resida cerca de 7.000 estrangeiros, em sua maioria brasileiros, seguida de peruanos, indonesianos, filipinos, russos e bolivianos.
Recebeu o estatuto de cidade a 1 de Janeiro de 1955.

## Cidade-irmã
- Wyandotte, Estados Unidos